# Rafael Márquez (boxe anglaise)
Pour les articles homonymes, voir Rafael Márquez (homonymie) et Márquez.
Rafael Márquez est un boxeur mexicain né le 25 mars 1975 à Gómez Palacio.

## Carrière
Il devient champion du monde des poids coqs IBF le 15 février 2003 en battant Timothy Austin par arrêt de l'arbitre à la 8e reprise. Après 7 défenses victorieuses, il laisse son titre vacant pour affronter le champion WBC Israel Vázquez. Il l'emporte le 3 mars 2007 par abandon à l'appel du 8e round mais perd la revanche le 4 août 2007 puis la belle le 1er mars 2008.
Le 22 mai 2010, Márquez remporte le 4e affrontement entre les deux boxeurs par arrêt de l'arbitre au 3e round. Le 6 novembre, en revanche, il abandonne à la fin de la 8e reprise de son combat contre le champion WBO des poids plumes Juan Manuel López au MGM Grand de Las Vegas.

## Distinctions
- Vazquez - Marquez II est élu combat de l'année en 2007 par Ring Magazine.
- Vazquez - Marquez III est élu combat de l'année en 2008.
- Rafael Márquez est membre de l'International Boxing Hall of Fame depuis 2023.